# Shane Smeltz
Shane Edward Smeltz (Göppingen, 29 september 1981) is een Nieuw-Zeelands voetballer. Hij speelde als aanvaller tussen 2003 en 2017 in het nationale voetbalelftal van Nieuw-Zeeland.

## Clubcarrière
Smeltz speelde voor verschillende professionele Australische voetbalclubs voordat hij zijn geluk in Engeland ging proberen met Mansfield Town in 2005. Voordat hij zich inschreef bij het Engelse Halifax Town, speelde Shane Smeltz in 61 competitiewedstrijden voor AFC Wimbledon, waaronder 11 als vervanger, en maakte hij 26 doelpunten. In 2007 keerde Smeltz terug naar Nieuw-Zeeland en tekende een twee jaar durend contract met Wellington Phoenix. In zijn eerste seizoen eindigde hij tweede in de strijd voor de Gouden Schoen met negen doelpunten tijdens 19 wedstrijden. In het seizoen 2008/09 van de Australische A-League maakte Smeltz 12 doelpunten, waardoor hij dit seizoen de Gouden Schoen kreeg uitgereikt; ook ontving hij een prijs voor doelpunt van het seizoen voor zijn winnende doelpunt tegen Melbourne Victory in het Westpac Stadium in Melbourne in speelronde 13. De wedstrijd eindigde in de stand 2–1.
In november 2008 verloor Wellington Phoenix de strijd om Smeltz te behouden voor het seizoen 2009/10, omdat hij een drie jaar durend contract had getekend bij Gold Coast United.
Smeltz maakte negen doelpunten in zijn debuutwedstrijd bij Gold Coast United, toen Miron Bleiberg's mannen een 12–1 overwinning behaalden op Mudgeeraba SC in een vriendschappelijke wedstrijd. Op 8 augustus 2009 maakte Smeltz het eerste doelpunt van zijn club tijdens hun eerste wedstrijd in de A-League tegen Brisbane Roar. In de week daarop scoorde hij viermaal tegen North Queensland Fury, waaronder een strafschop. Smeltz en Gold Coast United F.C. leden hun eerste verlies tegen Central Coast Mariners in de volgende ronde. Dit was de enige wedstrijd waarin hij niet tot scoren kwam.
Met 19 doelpunten in één seizoen A-league op zijn naam is Smeltz de recordhouder voor meeste doelpunten in één seizoen. Dit record brak zijn persoonlijke record van twaalf, die hij deelde met de voormalige aanvaller van Newcastle Jets, Joel Griffiths.
Op 12 juli 2010 werd bekend dat Shane Smeltz bij Shandong Luneng Taishan in China zijn carrière zou voortzetten; echter, na vijf dagen kwam hij al terug op zijn besluit en leverde zijn contract in. Omdat de Australische voetbalbond nooit een formulier ontvangen had omtrent de overgang naar China, kon Smeltz zonder consequenties op zoek naar een nieuwe club. Hij probeerde het opnieuw in Europa bij de Turkse club Gençlerbirliği. Deze club contracteerde de Nieuw-Zeelander vlak voor het verstrijken van de transferdeadline. Na een half jaar keerde hij terug naar Gold Coast United. In juli 2011 tekende Smeltz ij een driejarig contract bij Perth Glory. Van 2014 tot 2016 speelde hij voor Sydney FC en vervolgens in Maleisië voor Kedah FA. Van december 2016 tot april 2017 speelde Smeltz voor Wellington Phoenix FC. Hierna ging hij in 2017 in Indonesië voor Borneo FC spelen. In 2020 maakte hij een rentree bij het heropgerichte Gold Coast United FC in de National Premier Leagues Queensland.

## Interlandcarrière
Smeltz heeft gespeeld voor Nieuw-Zeeland onder 20, onder 23 en de senioren. Hij scoorde tijdens zijn eerste wedstrijd voor de All Whites, een vriendschappelijk duel op 25 april 2006 tegen Chili. In die wedstrijd werd Smeltz de eerste speler van AFC Wimbledon die een interland won en de eerste internationale doelpuntenmaker. In mei 2007 maakte Smeltz beide doelpunten voor Nieuw-Zeeland in een gelijkspel tegen Wales, die eindigde in de stand 2–2.
Op 19 november 2007 werd Smeltz verkozen tot Nieuw-Zeelands voetballer van het jaar vanwege zijn prestaties bij Wellington Phoenix in de A-League en het nationaal elftal, in plaats van Ryan Nelsen en Chris Killen. Smeltz reisde in 2009 mee naar Zuid-Afrika als deel van het Nieuw-Zeelands elftal voor de Confederations Cup van 2009 en later het wereldkampioenschap voetbal 2010. Op 20 juni 2010, tijdens de zevende minuut van de groepswedstrijd tegen regerend wereldkampioen Italië, maakte Smeltz het openingsdoelpunt, waardoor de All Whites in een gelijkspel eindigde (1–1).
Smeltz nam in juni 2017 met Nieuw-Zeeland deel aan de FIFA Confederations Cup in Rusland, waar in de groepsfase driemaal werd verloren.

## Erelijst
- Oceania Footballer of the Year: 2007, 2008
- Johnny Warren Medal: 2008-2009 met Wellington Phoenix
- A-League Golden Boot: 2008-2009 met Wellington Phoenix - 12 goals
- A-League Golden Boot: 2009-2010 met Gold Coast United - 19 goals
- NZF Men's Player of the Year: 2007
- Wellington Phoenix Player of the Year: 2007-2008
- Wellington Phoenix Player's Player of the Year: 2008-2009
- Wellington Phoenix Media Player of the Year: 2008-2009
- Wellington Phoenix A-League Golden Boot: 2008-2009
- Maleisische voetbalbeker: 2016